# ماونت کرستد بوت (کلرادو)
ماونت کرستد بوت (به انگلیسی: Mount Crested Butte) شهری در ایالت کلرادو کشور ایالات متحده آمریکا است که جمعیت آن در سرشماری سال ۲۰۱۰ میلادی، ۵۰۷ نفر بوده‌است.